# Bradley Motorsports
Bradley Motorsports was een raceteam dat werd opgericht door Brad Calkins. Zijn zoon Buzz Calkins reed met een wagen van het team het eerste Indy Racing League kampioenschap in 1996 en won de eerste race van het kampioenschap op de Walt Disney World Speedway. Hij werd co-kampioen naast Scott Sharp, die voor A.J. Foyt Enterprises reed. Buzz Calkins hield er eind 2001 mee op. In 2002 reden achtereenvolgens Shigeaki Hattori en Raul Boesel voor het team. Daarna verdween Bradley Motorsports uit de autosport.

## Resultaten
Resultaten in de eindstand van de Indy Racing League.
- 1996 - Buzz Calkins : co-kampioen, 246 punten
- 1997 - Buzz Calkins : 10e, 204 punten
- 1998 - Buzz Calkins : 19e, 134 punten
- 1999 - Buzz Calkins : 13e, 201 punten
- 2000 - Buzz Calkins : 15e, 145 punten
- 2001 - Buzz Calkins : 9e, 242 punten
- 2002 - Raul Boesel : 19e, 158 punten
- 2002 - Shigeaki Hattori : 27e, 78 punten